# Nèfsèt Kat
Nèfsèt Kat est une série de bande dessinée française scénarisée, dessinée et colorisée par Fabrice Urbatro. Éditée par Epsilon Éditions, un éditeur de l'île de La Réunion, elle est, pour l'heure, constituée de trois albums, le premier paru en 2009, le second en 2010 et le troisième tome en 2019.
Le titre provient de la graphie créolisée du numéro de département de La Réunion, soit 974.

## Thème
L'histoire est celle d'une jeune fille appelée Gaby qui retourne vivre à La Réunion et y est confrontée, à peine arrivée, à un énigmatique personnage masqué, le Goniman, qui intervient dans les combats de moringue organisés par les jeunes du quartier. Elle tente par ailleurs de renouer contact avec son amie Charisma, dont la famille a visiblement gravi plusieurs échelons sociaux.

## Prix
Pour sa deuxième édition, le prix de la bande dessinée de La Réunion 2012 est décerné à Fabrice Urbatro pour l'album Nèfsèt Kat, tome 1.

## Albums
- Nèfsèt Kat, tome 1, Epsilon Éditions, 2009
- Nèfsèt Kat, tome 2, Epsilon Éditions, 2010
- Nèfsèt Kat, tome 3, Epsilon Éditions, 2019
- Nèfsèt Kat, tome 4, à paraître en 2020[2].